# Estação Aeronaval de Pensacola

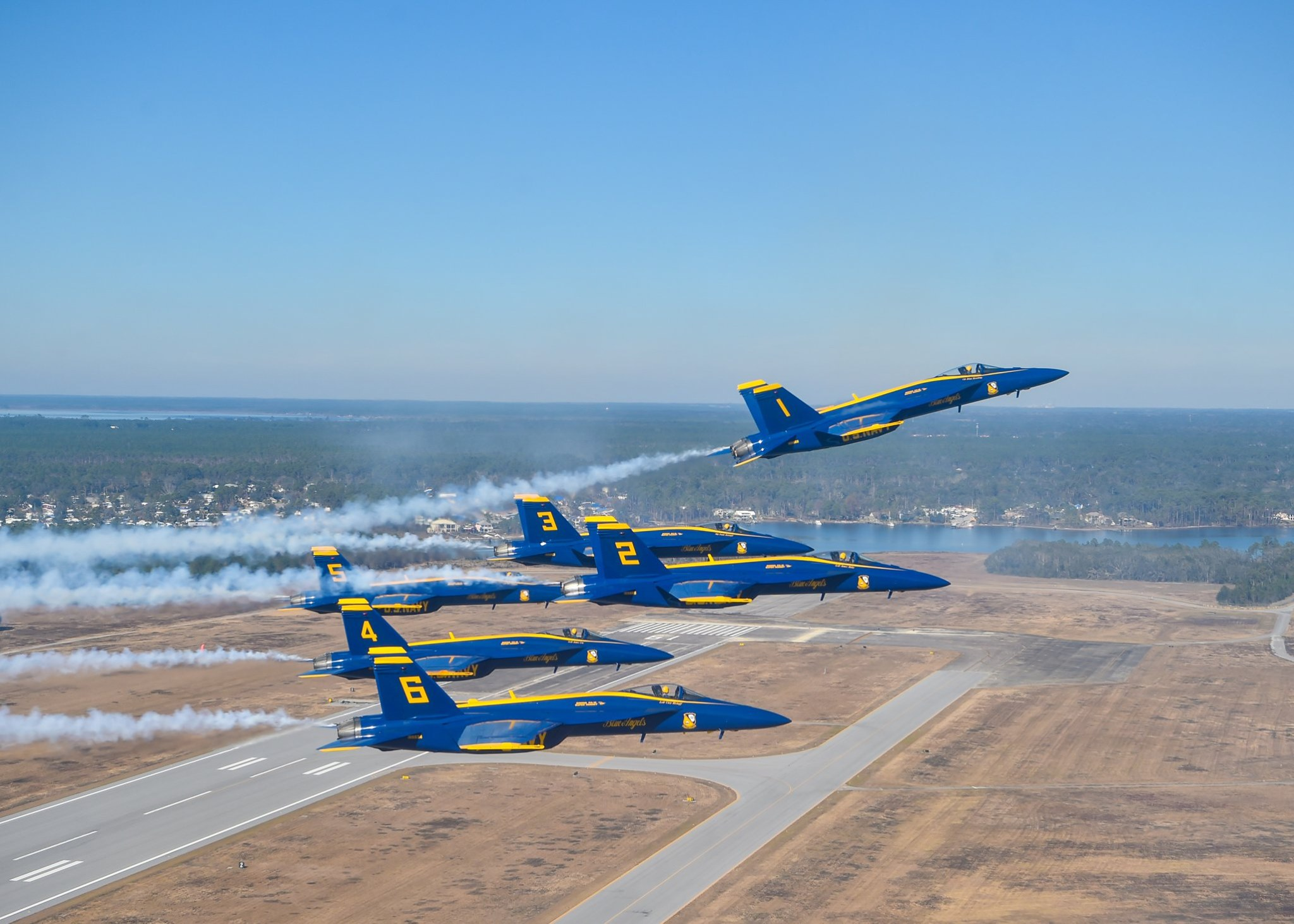
Esquadrão de F/A-18E Super Hornets dos Blue Angels sobrevoando a NAS Pensacola.

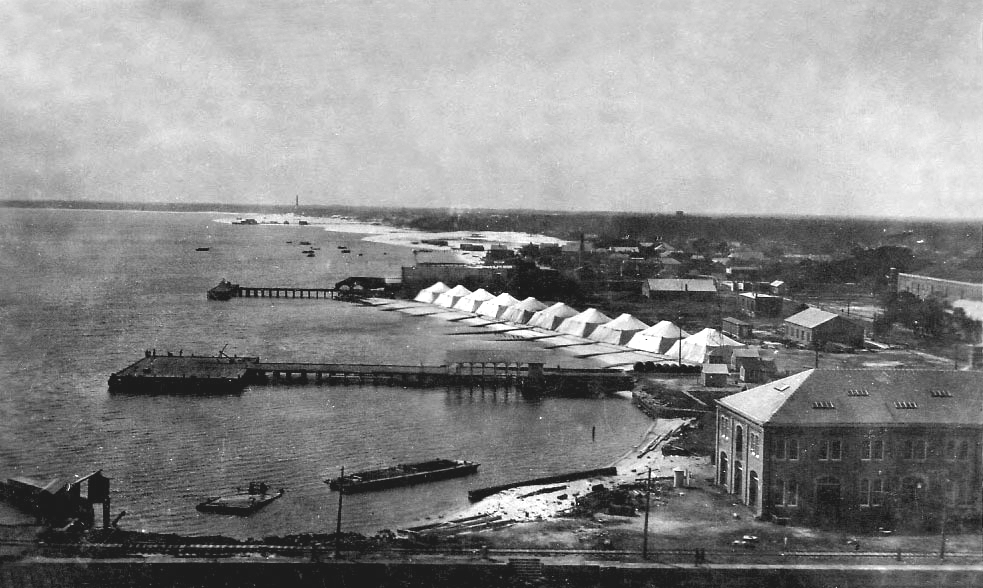
Imagem da base em 1915.

A Estação Aeronaval de Pensacola é uma base da Marinha dos Estados Unidos localizada em Warrington, Flórida.
Em 2 de Fevereiro de 2020, a Al-Qaeda na Península Arábica reivindicou a responsabilidade do ataque dum militar saudita de 6 de Dezembro de 2019 na Estação Aeronaval, que provocou três mortos e oito feridos.